# 新烏希察區

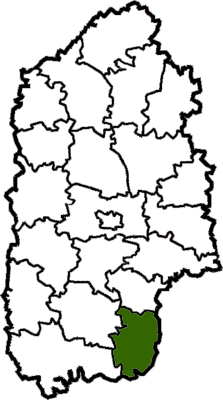
新烏希察區在赫梅利尼茨基州的位置

新烏希察區（烏克蘭語：Новоушицький район）是位於烏克蘭西部赫梅利尼茨基州的舊區，行政中心为新烏希察，並於2020年被撤銷。該區面積853平方公里，2012年人口30,271，人口密度每平方公里35.49人。